# Baloane (pictură)
Baloane, intitulat inițial Lumea unui copil, este un tablou realizat de  sir John Everett Millais, care a devenit faimos când a fost folosit de mai multe generații în reclame pentru săpunul Pears. În timpul vieții lui Millais pictura a condus la o dezbatere larg răspândită despre relația dintre artă și publicitate.

## Pictura

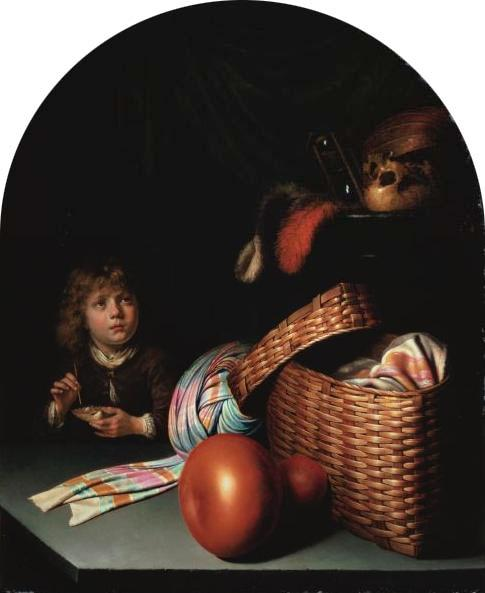
Natură moartă cu un băiețel suflând baloane de Gerrit Dou, o pictură cu natură moartă care a servit ca model pentru pictura lui Millais.

Pictura a fost una dintre multele picturi cu copii pentru care Millais a devenit cunoscut în ultimii săi ani. Model i-a fost nepotul său William Milbourne James care avea cinci ani și s-a bazat pe precursorii olandezi din secolul al XVII-lea, în tradiția vanitas, care evidențiază tranziția vieții. Băieții care uneori suflă baloane, au fost prezentați în contrast cu cranii și alte semne ale morții.

Pictura prezintă un băiețel cu părul blond care privește un balon, simbolizând frumusețea și fragilitatea vieții. De o parte a lui este o plantă tânără care crește într-o oală, emblematică vieții, iar de cealaltă este o oală ruptă căzută, emblematică morții. Este prezentat luminat în contrast cu fundalul sumbru.
Pictura a fost expusă pentru prima dată în 1886 sub titlul Lumea unui copil la Grosvenor Gallery din Londra.

## Reproduceri
Pictura a fost achiziționată de Sir William Ingram de la The Illustrated London News, care a dorit să o reproducă în ziarul său. Când a fost reprodus și prezentat în ziarul săptămânal ca planșă colorată, a fost văzut de Thomas J. Barratt, directorul executiv al A & F Pears. Barratt a achiziționat pictura originală de la Ingram pentru 2.200 de lire sterline, ceea ce i-a conferit drepturi exclusive asupra imaginii. A cerut permisiunea lui Millais pentru a modifica imaginea prin adăugarea unei bucăți de săpun Pears, astfel încât să poată fi folosită în scopuri publicitare. La vremea respectivă, Millais era unul dintre cei mai populari artiști din Marea Britanie și a fost inițial îngrijorat de perspectiva muncii sale și de faptul că nepotul său devenea obiectul exploatării comerciale. Cu toate acestea, când i s-au prezentat reclamele propuse, el a apreciat ideea, care descriea săpunul ca și când copilul l-ar fi folosit pentru a face baloanele.

## Evenimente ulterioare
În urma succesului acestei reclame, Millais a fost atacat în scris de romanciera Marie Corelli, care l-a acuzat în romanul The Sorrows of Satan că și-a prostituat talentul pentru a vinde săpun. Millais i-a răspuns că a vândut drepturile de autor ale picturii și astfel nu a putut să oprească compania să nu o modifice în ce a fost prezentat. Fiul lui Millais a susținut mai târziu că a încercat să oprească realizarea reclamei, dar a fost informat că nu are nici o putere legală să facă acest lucru. Corelli și-a retras comentariile într-o ediție ulterioară a cărții.
Reclama a devenit atât de bine cunoscută încât William Milbourne James, care mai târziu a ajuns la rangul de amiral în Marina Regală, a fost cunoscut sub numele de Bubbles pentru tot restul vieții.
Întrucât A & F Pears a fost cumpărată de Lever Brothers, pictura a ajuns în proprietatea lor. A fost împrumutată Academiei Regale, dar a fost transferată la Lady Lever Art Gallery din Port Sunlight în 2006. [1] 
O reproducere a acestei picturi s-a aflat într-un adăpost anti bombardament în timpul atacului asupra Londrei, în romanul Life After Life de Kate Atkinson.